# Григорян, Артак Каджикович
Артак Каджикович Григорян (арм. Արտակ Կաջիկովիչ Գրիգորյան; 26 февраля 1991 Ереван, Армения) — армянский и российский футболист, атакующий полузащитник клуба «Уралец» (Москва).
Воспитанник ДЮСШ ЦСКА (Москва). В 2009 году играл в молодёжном первенстве за команду ЦСКА (9 матчей, 1 гол). В 2010 году был в заявке «Зеленограда», выступавшего во втором дивизионе. В 2011 году — в составе клуба «Ширак» (Гюмри), провёл 1 матч в армянской премьер-лиге — против «Улисса» (1:3). В 2013 году играл за команду «Строгино» (Москва), участвовавшую в первенстве России среди ЛФК (III дивизион), и в «Алашкерте» (Ереван). В 2014 году играл в III дивизионе за московские «Квазар» и «Солярис», в составе последнего также провёл 19 матчей (забил 2 мяча) в Первенстве ПФЛ 2014/15. В дальнейшем в течение семи лет играл за «Росич» (Московский, Москва), с которым 6 раз выигрывал чемпионат Москвы, один раз — кубок и 3 раза — суперкубок Москвы, а также становился призёром финальных соревнований III дивизиона. С 2023 года играет за другой клуб чемпионата Москвы — «Уралец». В составе «Уральца» стал чемпионом Москвы в седьмой раз подряд.
На юношеском уровне играл за сборные России среди игроков до 17 и до 18 лет, выступал также за сборную Армении из игроков до 19 лет и молодёжную сборную Армении (до 21 года).
В сезонах 2019/20 и 2020/21 играл за команду «Люберцы» в чемпионате Московской области по мини-футболу. В сезонах 2016—2020 игрок команды ВРМ-1 («Вагонная ремонтная компания-1») в железнодорожной футбольной лиге. В 2023 году также игрок медиафутбольной команды «Матч ТВ» (в 3-м и 4-м сезонах Медийной футбольной лиги), нападающий.